# Produktionskontrolle
Bei der Produktionskontrolle werden die Daten der Planung, der Vorgabe und der vergleichenden Bewertung mit den Daten der vergangenen Perioden verglichen und die Abweichungsursachen analysiert.
Durch die Produktionskontrolle wird kontrolliert, ob in den verschiedenen Bereichen alles planmäßig verläuft. Überwacht werden Termine und Fristen, Materialverbrauchsmengen sowie eingesetzte Betriebsmittel, Outputmengen, Produktionskosten, Material- und Produktqualität.

## Aufgaben
Die Produktionskontrolle besteht aus verschiedenen Prozessen: Der Terminkontrolle, der Kostenkontrolle, der Qualitätssicherung, dem Kapazitätsausnutzungsgrad und der Produktionsplanung.
Die verschiedenen Bereiche tragen durch unterschiedliche Aufgaben zur Produktionskontrolle bei.

### Terminkontrolle
Bei der Terminkontrolle wird darauf geachtet, dass vorgegebene Termine eingehalten werden. Dabei gibt es verschiedene Arten von Terminen. Zum einen gibt es regelmäßig wiederkehrende Termine, zum anderen aber auch Einzeltermine. Des Weiteren gibt es Termine innerhalb eines Unternehmens und Termine von außerbetrieblichen Stellen.
Abhängig von der Größe und der Organisation eines Unternehmens wird dafür eine zentrale Terminkontrollstelle geschaffen.

### Kostenkontrolle
Bei der Kostenkontrolle wird regelmäßig überprüft, wie hoch die Kosten in den einzelnen Leistungsbereichen im Bezug auf Unwirtschaftlichkeiten sind. Dazu muss ein Richtwert zum Beispiel aus Plan- bzw. Vorgabewerten oder Durchschnittswerten, aus der Vergangenheit gegeben sein. Die Kosten können durch Abweichungen, mit dem Soll-Ist-Vergleich, durch Kostenkennzahlen und durch die Teilkostenkalkulation kontrolliert werden.
Durch Abweichungen können die Kosten kontrolliert werden, indem man die Differenzen zwischen den einzelnen Merkmalswerten und einem Lagemaß betrachtet. Das Lagemaß ist ein Parameter zur Charakterisierung der Lokalisation einer empirischen und theoretischen Wahrscheinlichkeit.
Mithilfe von Soll-Ist-Vergleichen kann ebenfalls eine Kostenkontrolle stattfinden, indem die Soll-Kosten den Ist-Kosten in der Betriebsabrechnung gegenübergestellt werden. Die Kostenabweichungen werden errechnet und unter Berücksichtigung der Faktoren, die die Höhe der Kosten beeinflussen, analysiert. Auf diese Weise wird ein zwischenzeitlicher und zwischenbetrieblicher Vergleich erreicht.
Durch die Kostenkennzahlen kann das Verhältnis der Kosten einzelner Kostenarten, Kostenstellen und Kostenträger zu den Gesamtkosten aufgezeigt werden.
Die Teilkostenkalkulation ist eine Form der Kalkulation, bei der Teile der Kosten auf die Kostenträger verrechnet werden.

### Qualitätssicherung
Die Qualitätssicherung sorgt dafür, dass eine vorgegebene Qualität für ein Produkt oder eine Dienstleistung erschaffen wird und diese erhalten bleibt. Die Qualität kann mithilfe der Total-, der Partialkontrolle und dem Sequentialtestverfahren geprüft werden. Bei der Totalkontrolle wird jedes Produkt einer Grundgesamtheit auf ein oder mehrere Merkmale geprüft. Dadurch werden alle fehlerhaften Produkte gefunden. Dies ist vor allem im Gesundheitswesen von großer Bedeutung. Bei der Partialkontrolle hingegen werden Zufallsstichproben eines Bestandes gewählt und auf ein oder mehrere Qualitätsmerkmale geprüft. Mithilfe des Ergebnisses, das durch die Stichproben erreicht wird, wird über das Qualitätsniveau des Bestandes geschlossen.
Das Sequentialtestverfahren ist ein statistisches Testverfahren, bei dem nach jeder Ziehung eines Stichprobenelementes oder nach mehreren Elementen kontrolliert wird, ob die bisherigen Ergebnisse sich der Nullhypothese oder der Alternativhypothese zuordnen lassen, oder ob es notwendig ist weitere Stichprobenelemente für ein Testurteil zu nehmen.
Auch der Stichprobenprüfplan und die Beschaffung tragen zur Qualitätssicherung bei.
Der Stichprobenprüfplan enthält Anweisungen zur Stichprobenprüfung und gibt Auskunft über die Anzahl der zu prüfenden Produkte und darüber, bis zu welcher Anzahl an fehlerhaften Produkten, ein Bestand akzeptiert werden kann.
Durch die Beschaffung wird ein Unternehmen mit Material, Dienstleistungen, Betriebs- und Arbeitsmitteln sowie Rechten und Informationen aus unternehmensexternen Quellen versorgt.

### Kapazitätsnutzungsgrad
Unter Kapazität versteht man, die Leistungen, die ein Unternehmen sowohl qualitativ als auch quantitativ innerhalb eines bestimmten Zeitabschnitts erbringen kann. So gibt der Kapazitätsausnutzungsgrad an, welcher Anteil der produzierten Mengen absetzbar ist. Somit kann der Kapazitätsausnutzungsgrad aus dem Produkt von Lastgrad und Zeitgrad berechnet werden. Der Lastgrad gibt dabei das Verhältnis zwischen der tatsächlichen Leistung zu maximal möglicher Leistung in einem festgelegten Zeitintervall an. Wohingegen der Zeitgrad das Verhältnis zwischen effektiver Arbeitszeit und maximal verfügbarer Arbeitszeit angibt. So kann man am Kapazitätsausnutzungsgrad die Wirtschaftlichkeit eines Unternehmens ablesen.
Der optimaler Kapazitätsausnutzungsgrad führt zum sparsamsten Faktorverbrauch und somit zur wirtschaftlichsten Produktion.
Der Kapazitätsausnutzungsgrad kann auf verschiedene Weisen bestimmt werden, zum einen durch die Kapazitätsmessung, zum anderen durch eine betriebswirtschaftliche Statistik.
Bei einer Kapazitätsmessung werden die quantitative und die qualitative Kapazität eines Potenzialfaktors oder eines Potenzialfaktorsystems bestimmt.
Bei der betriebswirtschaftlichen Statistik handelt es sich um eine Datenanalyse, die zwischen Personalstatistik, Leistungsstatistik, Lagerstatistik, Statistik der Kostenstruktur und Kostenentwicklung und Statistik der Preise differenziert.

### Produktionsplanung
Die Hauptaufgaben der Produktionsplanung sind die Planung des Primärbedarfs auf der Basis von Vorhersagen oder Kundenaufträgen, Materialwirtschaft, Zeitwirtschaft mit Kapazitätsterminierung und -abgleich. Außerdem werden Produktionsvorgänge mittel- bis langfristig vorgeplant. Durch die im Anschluss folgende Produktionssteuerung werden die geplanten Fertigungsaufträge freigegeben, gesteuert und überwacht.
Advanced Enterprise Planning (AEP) ist ein Teilbereich der Produktionsplanung. Advanced Enterprise Planning steht für eine Klasse von Softwaresystemen mithilfe derer eine vollständige Integration aller Teilpläne der leistungswirtschaftlichen Ebene mit der finanziellen Ebene möglich ist. Auf diese Weise wird die Produktionsplanung erleichtert.
Weiterer Teile der Produktionsplanung sind die Zeitwirtschaft, die Materialwirtschaft und die Bereitstellungsplanung. Die Zeitwirtschaft hat die Aufgabe der zeitlichen Strukturierung des Produktionsprozesses.
Die Materialwirtschaft hingegen ist verantwortlich dafür, die Produktion mit Material zu versorgen. Ihr wird also die Gesamtheit der materialbezogenen Funktion zugeordnet, so auch die Versorgung des Unternehmens und der Steuerung des Materialflusses durch die Fertigung bis hin zur Auslieferung der Fertigerzeugnisse. Die Aufgabe der Bereitstellungsplanung ist es, für die Produktionsprogrammplanung benötigten Betriebsmittel, Arbeitskräfte, Werkstoffe und Informationen nach Art, Menge und Zeit zur Verfügung zu stellen. Dies ist ein wichtiger Schritt für eine wirtschaftliche Gestaltung des Produktionsprozesses und dessen planmäßiger Durchführung.

## Werkseigene Produktionskontrolle
Unter der werkseigenen Produktionskontrolle versteht man die Selbstüberwachung der Produktion durch das Unternehmen bzw. den Hersteller. Dazu zählt die Einrichtung des Systems der werkseigenen Produktionskontrolle sowie die Dokumentation und die Aufrechterhaltung dieser. So soll erreicht werden, dass die auf den Markt gebrachten Produkte die notwendigen Eigenschaften aufweisen und ggf. einer Norm entsprechen. Die Ergebnisse der Überprüfungen oder Bewertungen müssen erfasst werden und für die Dauer der werkseigenen Produktionskontrolle aufbewahrt werden.
Die Einrichtung einer werkseigenen Produktionskontrolle beruht auf der Kernforderung der DIN EN 1090-1. Die Europäische Norm EN 1090 wurde zum ersten Mal am 17. Dezember 2010 im Amtsblatt der Europäischen Union veröffentlicht und am 16. Februar 2011 in den Bundesanzeiger aufgenommen. Sie findet insbesondere bei Herstellern von Stahl- und Aluminiumtragwerken Anwendung. Die Zertifizierung der werkseigenen Produktionskontrolle und eine ständige Überwachung müssen vorhanden sein, damit das der Norm entsprechende CE-Kennzeichen an den auf den Markt gebrachten Produkten angebracht werden darf.

## Konsequenzen bei fehlender Produktionskontrolle
Mögliche Konsequenzen bei fehlender Produktionskontrolle können sein, dass ein ganzes Produktionslos die Endkontrolle nicht besteht und die Produkte entsorgt oder recycelt werden müssen. Dadurch werden Kosten verursacht. Außerdem können Fristen verzögert und kann der Produktionsplan durcheinandergebracht werden.
So ist zu erkennen, dass die Produktionskontrolle essentiell für ein Unternehmen ist.